# Alulim
Alulim (... – ...) è il primo re il cui nome compare in numerose versioni della Lista reale sumerica..
La predetta lista afferma che Alulim regnò per diversi millenni e lo cita come il primo re sia di Eridu che di Sumer.
Dopo che la regalità discese dal cielo, la regalità era a Eridug (Eridu). A Eridug, Alulim divenne re; regnò per 28.800 anni.

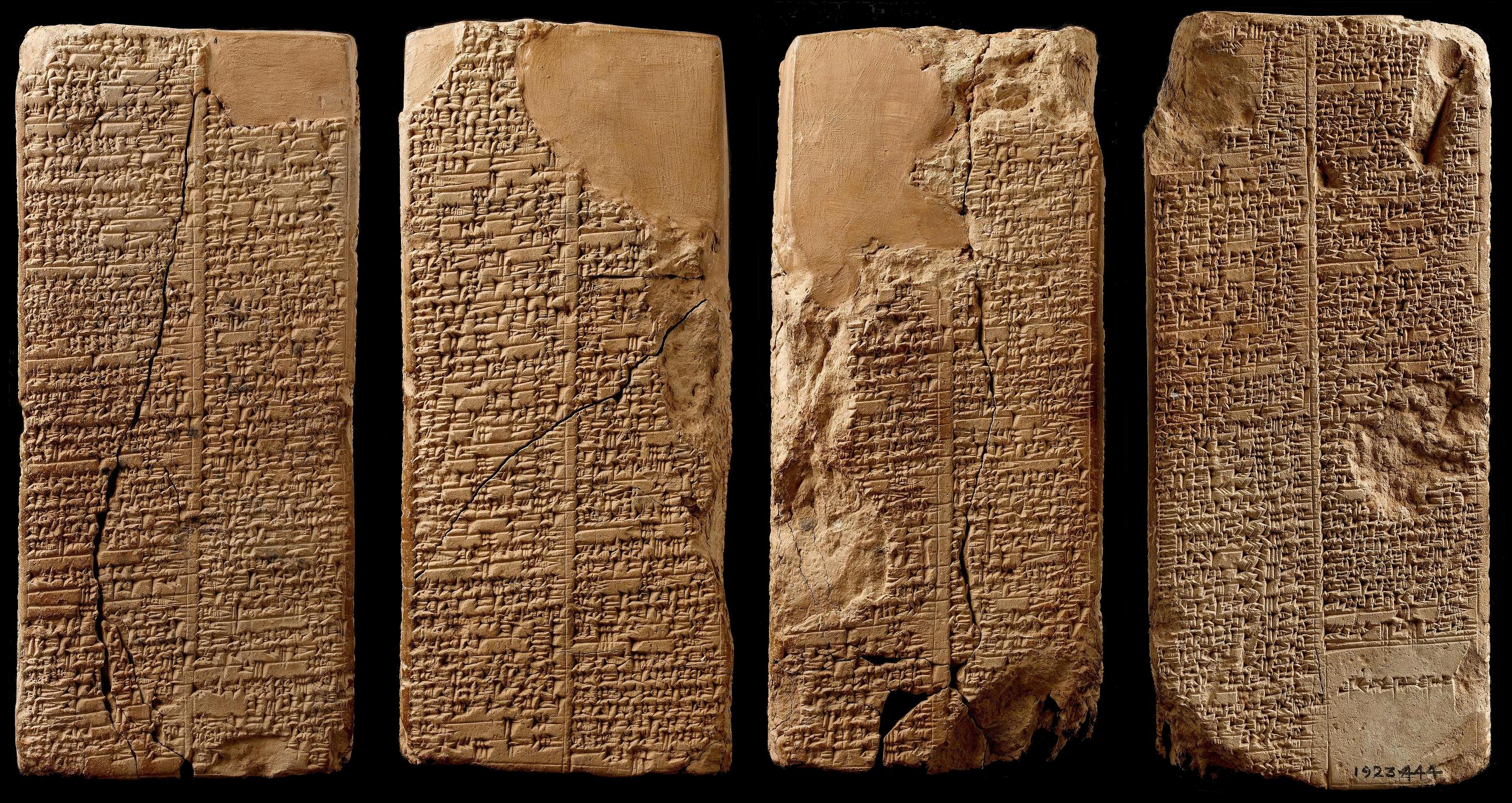
Il prisma di Weld-Blundell è tra le versioni più antiche, meglio conservate e più conosciute dell'elenco dei re sumeri e include l'iscrizione per Alulim.

Ad Alulim successe Alalngar.